# Hilari del Gavaldà
|  | Per a altres significats, vegeu «Sant Hilari». |

Hilari és una figura, probablement llegendària, suposat bisbe del Gavaldà; probablement és el mateix bisbe i sant que Hilari de Javols que va exercir al segle VI (i la seva existència està comprovada per haver signat les actes d'un concili el 535).
El sant apareix a la biografia de santa Enímia, que va viure al segle vii, participant en la lluita de la santa contra el drac. Com que la biografia data del segle xii i la lluita contra el drac és merament una llegenda, se sospita que el segon Hilari és un personatge imaginari, segons Buffière una presència metafòrica donada pel trobador Bertran de Marsella en la Vida de Santa Enímia.
Les dades que se li atribueixen són que vivia en una ermita prop de Javols amb tres germans i visitava la cripta de Sant Privat de Mende. La fundació d'un gran monestir dedicat a Santa Enímia a les gorges del Tarn per Hilari de Javols pot haver estat la causa de la creació de la llegenda.